# Finn Creek Park
Finn Creek Park är en park i Kanada.   Den ligger i provinsen British Columbia, i den centrala delen av landet, 3 200 km väster om huvudstaden Ottawa. Finn Creek Park ligger 577 meter över havet.
Terrängen runt Finn Creek Park är kuperad åt sydost, men åt nordväst är den bergig. Finn Creek Park ligger nere i en dal som går i nord-sydlig riktning. Trakten runt Finn Creek Park är nära nog obefolkad, med mindre än två invånare per kvadratkilometer.. Det finns inga samhällen i närheten.
I omgivningarna runt Finn Creek Park växer i huvudsak barrskog.